# Тубольцы (Брянская область)
Тубольцы — деревня в Почепском районе Брянской области России. Входит в состав Московского сельского поселения.

## География
Деревня находится в центральной части Брянской области, в зоне хвойно-широколиственных лесов, в пределах Полесской низменности, на малом притоке реки Бобровник в 13 км к юго-западу от Почепа и в 85 км от Брянска. Село разделено прудом на две части.

### Климат
Климат характеризуется как умеренно континентальный, с тёплым летом и умеренно холодной зимой. Среднегодовая многолетняя температура воздуха составляет 5,2 °С. Средняя температура воздуха самого тёплого месяца (июля) — 18,4 °C (абсолютный максимум — 37,6 °C); самого холодного (января) — −8,1 °C (абсолютный минимум — −38 °C). Безморозный период длится 195—220 дней. Среднегодовое количество атмосферных осадков составляет 500—550 мм, из которых большая часть выпадает в тёплый период. Снежный покров держится в течение 125 дней. Преобладающие направления ветра в течение года южное и западное.

## Население
| 2010 | 2013 |
| ---- | ---- |
| 88   | ↗95  |

### Национальный состав
Согласно результатам переписи 2002 года, в национальной структуре населения русские составляли 96 % из 108 чел.

## Инфраструктура
Личное подсобное хозяйство с зоной сельскохозяйственного использования, индивидуальная застройка усадебного типа.
Основа экономики — сельское хозяйство.

## Транспорт
На севере вблизи села находится остановочный пункт 99 км на ж.-д. линии Брянск — Гомель. Имеется подъездная дорога к селу от проходящей в 4 км к югу автодороги Брянск — Гомель.